# Pansargrenadjärdivision
Pansargrenadjärdivision är en tysk typ av division under andra världskriget, som var uppbyggt av motoriserat infanteri även om ambitionen var att de skulle bestå av mekaniserat infanteri. Divisionstypen var en utveckling av den motoriserade infanteridivisionen men med den viktiga skillnaden att en pansarbataljon ingick i divisionen. 

## 1944 års organisation
- En pansarbataljon. 
  - Stabskompani
  - 3×Pansarkompanier utrustade med stridsvagnar eller Sturmgeschütz III
- Två panzergrenadier regementen med tre bataljoner var.
  - Stabskompani
  - 3×Panzergrenadierbataljon motoriserat
  - Pansarvärnskompani
  - Infanterikanonkompani, självgående vanligtvis utrustadt med Grille
- Ett artilleriregemente med tre bataljoner
- En pionjärbataljon.
- En luftvärnsbataljon.
- En pansarspanings bataljon.
- En pansarvärnsbataljon.
  - Stabsbatteri
  - 3×Pansarvärnskompanier